# جون هوارد رايموند
جون هوارد رايموند (بالإنجليزية: John Howard Raymond)‏ هو مربي وسياسي أمريكي، ولد في 7 مارس 1814 في مانهاتن في الولايات المتحدة، وتوفي في 14 أغسطس 1878 في بكبسي في الولايات المتحدة.